# 藏醫學
藏醫學（藏語：བོད་སྨན་，威利转写：bod sman），簡稱為藏醫，是一種流傳在西藏的傳統醫學，以診脈和尿液分析等方式診斷，利用行為和飲食調節，以及天然材料（草藥和礦物等）組成的藥物以及療法（藏式針灸、艾灸等）治療疾病。藏醫屬於西藏民族的民族醫學，它以印度佛教文獻（例如阿毘達磨和密續）和傳統醫學阿育吠陀為基礎，至今仍然在中国、印度、尼泊爾、不丹、拉達克、西伯利亞和蒙古發展。
藏醫信奉佛教的基本教義，即所有疾病都是由三毒「貪、嗔、痴」造成的。 遵循佛陀的四聖諦，將醫學用於滅貪嗔癡以離苦。
藏医学與漢醫學之間也有許多交流。

## 歷史
隨著7世紀起藏人帝國的建立，贊普邀請了中國、印度以及中亞地區羅馬和波斯的醫師入藏。8世紀末更多醫師受邀，有關醫藥的佛教教義也從印度被帶到西藏。當時經歷一場應採納何種佛教與醫學的大辯論，印度佛教體系最終獲得採納。11和12世紀許多印度醫學文獻隨著印度文化廣傳至西藏，例如阿育吠陀的醫學之心（Astāngahrdayasamhitā）由仁欽桑布翻譯成藏文。西藏還吸收了印度早期阿毘達摩的文獻，例如世親於5世紀所著《阿毗達磨俱舍論》，闡述了諸如胎兒發育等醫學話題。隨後，大量印度金剛乘密宗包含基於醫學解剖的醫療行為被引進西藏。
在藏族传统文化中，藏医学是一个十分重要的组成部分，是人们在与高原地区疾病、自然环境进行不断斗争后总结出来的经验，属于一种具有民族特色的医药科学和医疗保健方式。藏医学具有悠久的历史，并已形成系统化的理论体系，内容丰富、诊疗技巧众多，具有明显的高原和民族特色，与印度吠陀医学、中医学、西方传统医学 (希腊-罗马-阿拉伯医学) 并称世界四大传统医学。

### 发展脉络
上万年前，居住在雪域高原上的远古初民就已开启简单的医疗行为，在此后5000多年的历史长河中, 藏医学处于初步发展时期，一些稍显粗陋的医疗技能开始实行。公元前1917年左右，原始苯教巫术在西藏象雄兴起并流行，医学著作《四部医经》、《甘露艺术九经》的完成，充分证明藏医学在这个时期开始走向完善发展阶段，已具备较为完整的实践经验与理论基础。7世纪，吐蕃王朝雅隆部落联盟政权的建立，促进象雄医学和吐蕃医学的合流，同时汲取中原医学技术，使藏医学在兼容并蓄、博采众长的基础上不断完善。8世纪，吐蕃著名医学家宇妥.云丹贡布发起组织医学部落联盟，对原《四部医经》进行修订和补充，自此形成真正意义上的藏医学名著《四部医典》，标志着藏医学走向系统成熟。

## 理論

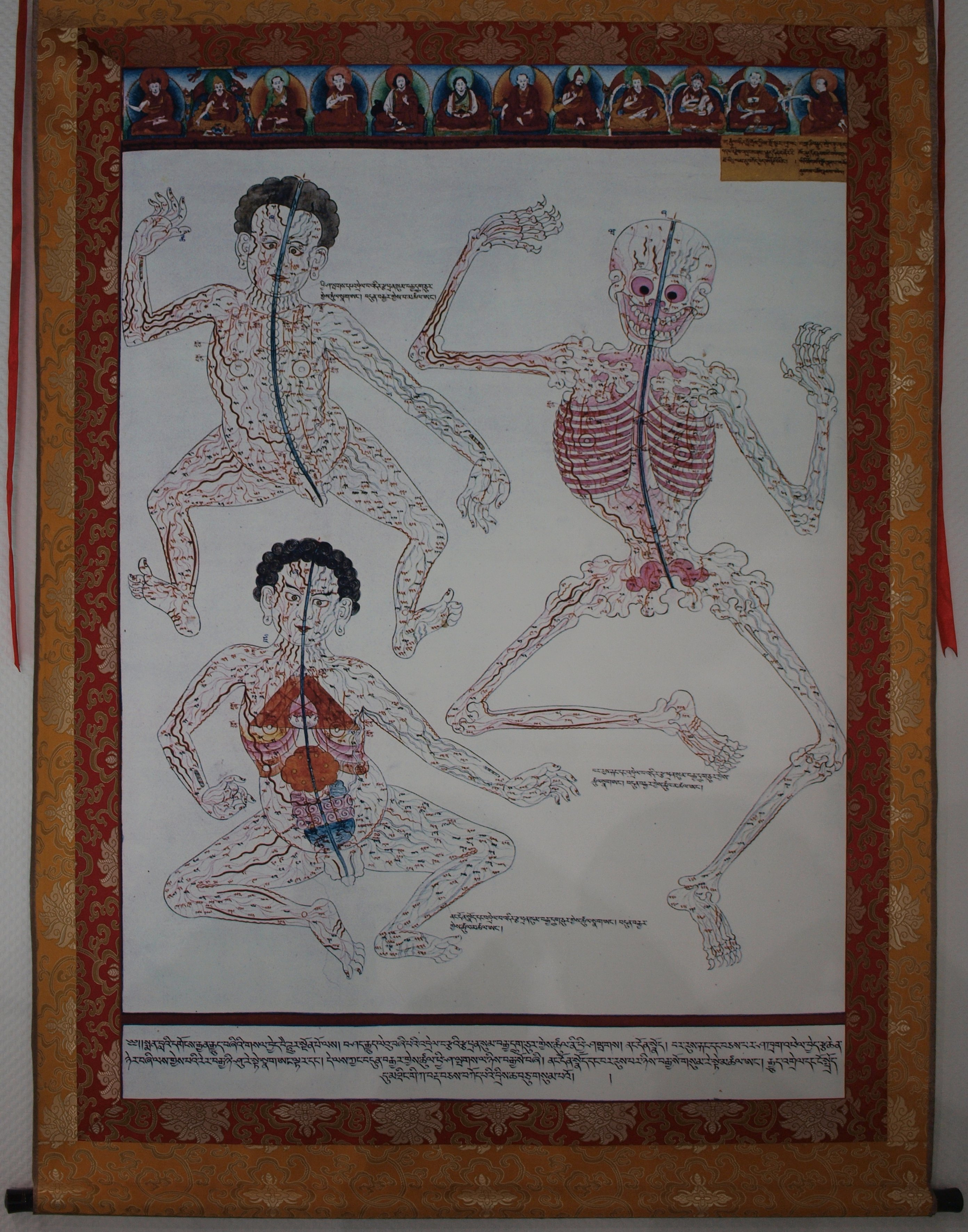
傳統藏醫學掛圖

### 风胆涎
藏醫學在理論文獻中提出了健康的具體定義。為了身體健康，必須保持身體三個系統的平衡：風（ rLung）、膽（mKhris-pa）和涎（Bad-kan）。
藏醫學認為，所有的疾病都可以分成三大類：
- 風病：由貪慾產生，位於腰部以下的部位。
- 膽病：由瞋恚產生，位在身體的中央部位。
- 涎液病：由愚癡產生，位在身體的上半部。

### 脏腑理论
藏医学的“胆腑”理论是一个完整的体系，是藏医脏象学说重要的组成部分，其贯穿藏医“胆”的生理、病理、诊疗等全过程。胆囊炎、胆结石等属于藏医赤巴病范畴，赤巴病是一切热病的总称。藏医认为赤巴病的病缘为饮食粗粝、疲劳时过度饮酒等，或内因三因素处于失调状态，由内因与外缘两大因素合合而致病，可表现为内因、或外因、或二者同重而致病。“胆腑病”的病缘病机与赤巴病的病缘病机基本一致，其发病是由于季节气候的变化、饮食、行为起居、情志、外伤等原因导致的患者体内“隆”赤巴“培根”的平衡状态被打破，特别是赤巴功能发生紊乱，体内火热偏盛而身患胆热症。藏医临症对胆腑病的治疗，一般采用内治、外治相结合的综合诊疗方案，并注重把握恰当的时机，以此祛除致病的根本因素，从而达到治愈疾病的目的。

#### 藏医对“胆”的认识
从藏医理论来讲，狭义的胆，即胆腑。指人或动物的胆囊及其功能，它的重要功能是分泌胆汁，将饮食水穀进行分解与消化吸收，从而将饮食精华全转变为能量。《四部医典·论说医典》中指出，“胆者，为调料袋，是胃火也”，把“胆”形容为烹饪食物调味的“调料皮袋”，“调料”之意隐含“赤巴(胃火)”，有“开胃、加速饮食分解、消化、溶解、吸收、增色的功能。藏医广义的“胆”，是“隆、赤巴、培根”（即“风、胆、痰”）三因理论中的赤巴，能够提供保障人体最基本生命活动的物质基础，亦是导致疾病的三因素之一；其主要拥有体温、消化等生理功能，具备细腻、锐、热、轻、臭等7种属性。《四部医典》中根据赤巴的功能不同，划分为消化赤巴、变色赤巴、能作赤巴、明视赤巴、明色赤巴。从功能来讲，“胆为肝之腑”，肝与胆同属火元，胆为火腑，是糟粕所藏之器。《四部医典·后续部》记载：“饮食在胃中消化之后，分为清浊两物；精微通过肝脏转化为血液，血液中的浊物贮存于胆腑中，胆中的精微转化为身体内的黄水，胆腑中的污浊之物则转化为尿液，再通过脉道进到膀胱中，尿液颜色随着食物转变，沉淀物皆由血液和胆腑产生。
中医学认为“胆”既是六腑之一，具有六腑的功能特点，同时“胆”又属奇恒之腑，具有贮藏胆汁、帮助水谷消化与吸收的功能。从解剖学角度来看，胆管与肝相连，肝脏能够产生胆汁，通过胆管流到胆内，胆的下方与小肠相连，进食后，受到刺激，胆汁流向小肠，从而对饮食物起到消化作用。由此可见，藏医对“胆腑”的认知与中医学及现代医学关于“胆”及其功能的认识基本一致。

### 体质学理论
藏医体质学是以西藏文化背景、地理特性、生活环境所孕育的人群特征为研究对象, 以古代藏医学为基础的独特理论体系, 体质特征在指导优生优育、预防保健、临床治疗等方面具有特殊研究和应用价值。隆、赤巴、培根是藏医学的核心理论, 称之为人体的“三大因素”, 其中隆是藏医学五源之气、赤巴是五源之火、培根是五源之水和土。根据五源和三因理论，藏医学将人归纳为单一型体质和混合型体质，其中单一型体质分别为隆之人、赤巴之人、培根之人，混合型体质为隆赤巴之人、培根隆之人、培根赤巴之人、隆赤巴培根之人。该7种体质从外形、情绪、健康、寿命等因素相比，三合体质即隆、赤巴、培根之人最为优等，其次为培赤之人、培隆之人、隆赤之人、培根之人、赤巴之人、隆型之人。病理体质则是三因平衡失调而引发疾病的体质，可归纳为4种：隆型体质、赤巴型体质、培根型体质、隆赤培根型体质。

### 阴阳学说
藏医学在发展过程中，受阴阳学说影响明显，其最早出现于公元8世纪的《四部医典》，其后《月王药珍》《医学四续》中也有关于阴阳的记载。藏医学依据疾病阴阳盛衰的情况，确定相应的治疗原则，根据藏药药味、功效的阴阳属性选择适当的药物，从而使患者恢复阴阳平衡，达到治愈疾病的目的。
阴阳学说用以说明人体组织结构、生理活动的功能物质、人体生理功能、病理变化，指导疾病诊断、治疗和养生。藏医学对脏腑及形体组织阴阳属性的认识就整体来说，上体为阳、下体为阴，体表为阳、体内为阴；就其腹背内外侧来说，背部为阳、腹部为阴，外侧为阳、内侧为阴；就脏腑来分，心、肺、肝、脾、肾五脏为阳，胆、胃、大肠、小肠、膀胱、三木塞(男子精囊，女子卵巢)六腑为阴。
阴阳学说用于疾病的治疗，可以分析药物的性能，以指导临床用药。藏医认为，药性有寒热、重轻、钝锐、润糙八性，寒、重、钝、润为阴性药物，热、锐、轻、糙为阳药物。从藏药的生长环境来看，阴性药物多生于阴坡，阳性药物多生于阳坡，根据《医学四续》的分析，阳性药物可治寒证即阴证；阴性药物可治热证即阳证。

## 療法

### 藥浴療法
藥浴為一種自然療法，很早時期藏族人民已知用溫泉沐浴能治療多種疾病，流傳到現在的藏醫藥學典籍裡均有記載。

### 涂擦疗法
藏医学擦涂疗法是一种简易且效果极好的治疗方法，具有较长的历史渊源。擦涂疗法主要应用于皮肤粗糙、出血、精血枯竭、身体虚弱、年老、精神不愉快、视物模糊、失眠、劳累过度等隆型疾病，对热病及疼痛肿胀类疾病、炭疽、中毒等也有较好的治疗效果。擦涂疗法的主要药物是植物药，其次是动物药。

### 舌诊疗法
藏医学的舌诊疗法，其内容丰富，临床应用广泛。舌诊时主要观察舌质、舌的颜色、舌苔、舌的形态、舌的活动、舌的感觉等，作为三大因素及七大物质在体内运作产生异样时的一种简易诊察办法。

## 特色诊断
相对于其它医学体系, 藏医学诊断方式的特色更为突出，主要有问诊、望诊和触诊三种，此外还有药物试诊法。问诊包括起病原因、发病时的症状、用药情况、发病季节、气候、饮食起居等；望诊包括病人的神色、体形、肤色、大小便、痰等；触诊主要是切脉，有浮取、中取、沉取三种。以尿诊为例，主要是对尿液是否存在漂浮物、沉淀物，泡沫消失快慢、泡沫大小多少，臭味浓淡、热气持续时间、尿色浓淡等经性进行观察。如果患者的尿液为红黄色, 并且有浓厚的臭味, 热气在很长一段时间内持续, 有黄色泡沫出现, 沉淀物如乱云状, 则说明其为热性患者。
此外，藏医在疾病治疗上的方法也多种多样。药物与饮食属于两种主要的内治方式, 要求将季节特点作为依据, 对患者饮食起居进行合理调整。穿刺、药水浴、敷烫、药熏、拔罐、火灸、外擦、按摩、放血等属于主要对策外治方式；散剂、膏、丸属于主要的药物剂型，蜜丸、水丸则属于主要的丸剂，酥油丸则更具民族特色。

## 藥物

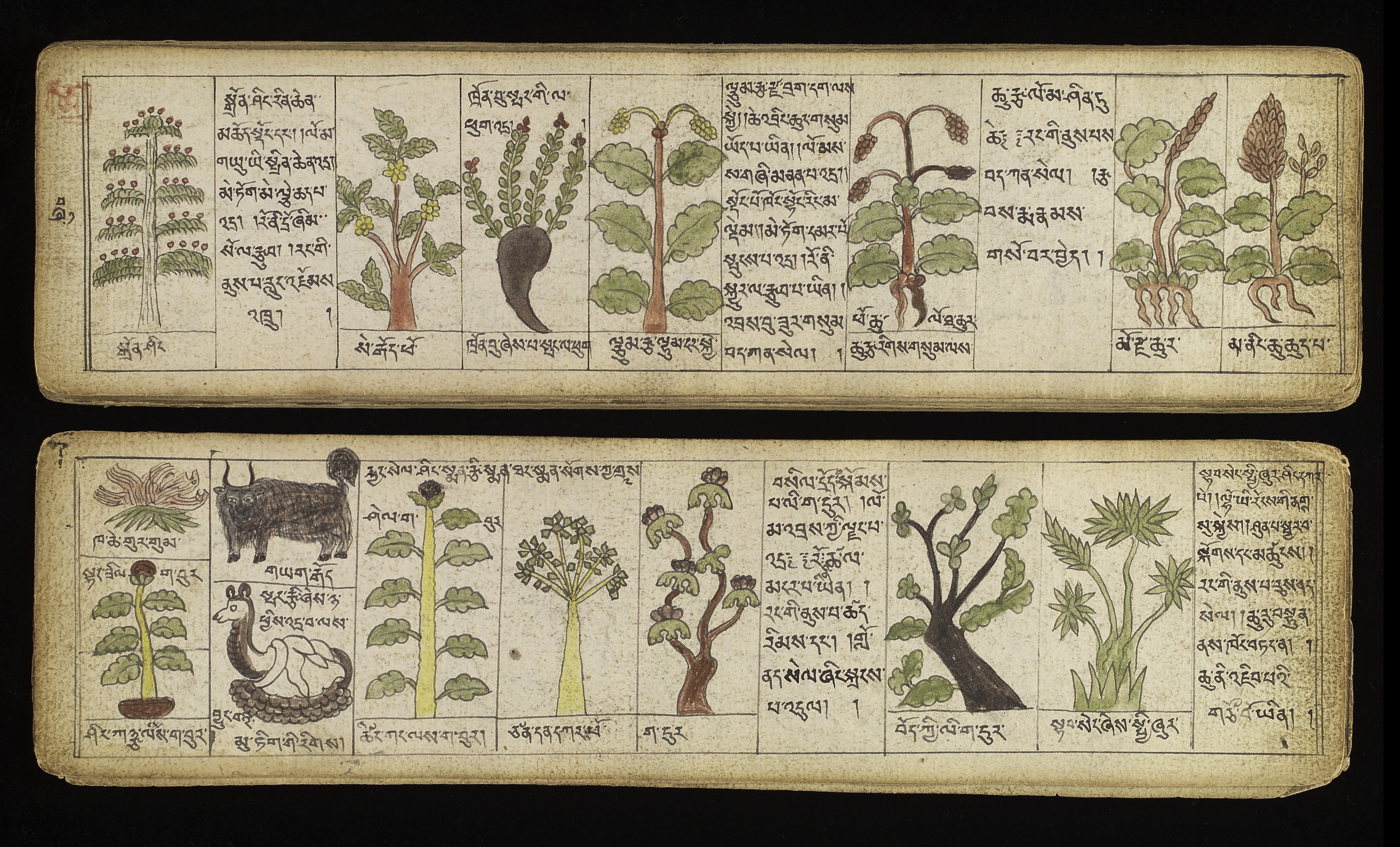
藏药插图

藏醫與中醫用藥的材料及配方均不同。藏藥為藏醫學所用的藥用材料，大約有二千八百種。因为西藏高原的氣候、環境、高度的独特性，藏藥使用很多当地才有的物种，例如藏紅花、冬蟲夏草等。

## 重要醫典

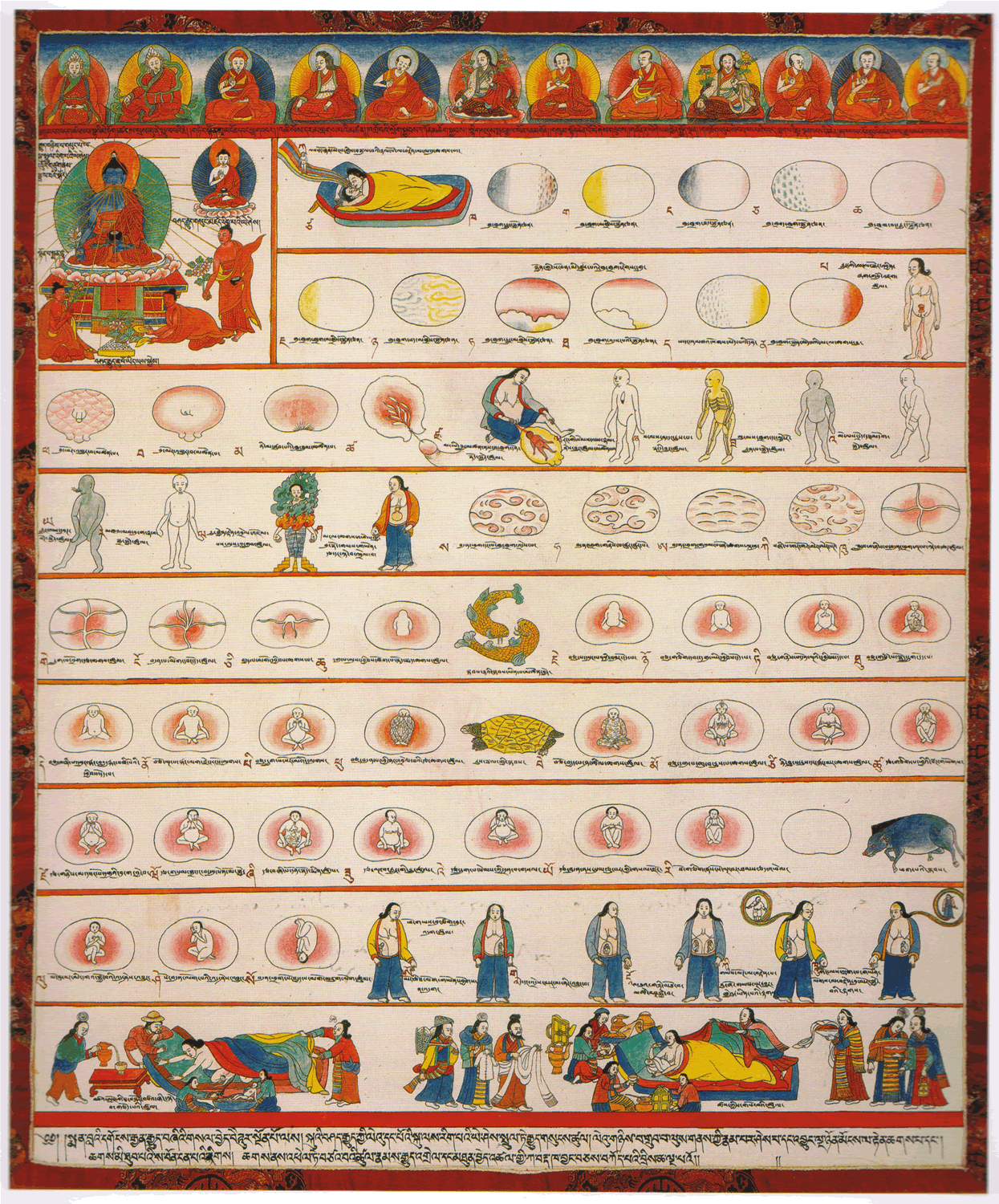
《四部医典》中身体形成

- 《四部醫典》
- 《月王药诊》

## 重要人物
- 敦巴辛饶
- 老宇妥·元丹贡布
- 新宇妥·元丹贡布
- 南开诺布仁波切

## 院校
- 青海大学藏医学院
- 成都中医药大学民族医药学院
- 西藏藏医药大学
- 甘肃中医药大学藏医学院